# Ortoepie
Ortoepia, o ramură a lingvisticii, reprezintă disciplina care se ocupă cu studiul și regulile pronunției corecte a cuvintelor.  Termenul provine din grecescul ὀρθοέπεια, unde ὀρθός orthos înseamnă „corect” iar ἔπος epos „cuvânt”.